# Законодательство об оружии на Украине
Украинское законодательство допускает владение огнестрельным оружием на основе возможной выдачи лицензии. Имея примерно 10 единиц гражданского огнестрельного оружия на 100 человек, Украина на 88-м месте по числу гражданского стрелкового оружия на человека.
Гражданам разрешено иметь не полностью автоматические винтовки и дробовики (количество не ограничено), пока они хранятся надлежащим образом, когда они не используются. Короткоствольное нарезное огнестрельное оружие (пистолеты и револьверы) запрещено к гражданскому обороту.

## Законодательство
Гражданам разрешено иметь не полностью автоматические винтовки и дробовики (количество не ограничено), пока они хранятся надлежащим образом, когда они не используются. 
Короткоствольное нарезное огнестрельное оружие (пистолеты и револьверы) запрещено к гражданскому обороту. 
Отдельные категории лиц, такие как народные депутаты Украины, судьи, журналисты и некоторые другие, могут получить лицензию на приобретение хранение и скрытое ношение травматических пистолетов, стреляющими резиновыми пулями.
Для владения гражданами огнестрельным оружием требуется лицензия (разрешение на хранение и ношение оружия). Лицензия может быть выдана если это лицо:
- достигло возраста 18 лет для владения холодным или пневматическим оружием; 21 год для владения гладкоствольным оружием, 25 лет для владения винтовкой.
- не имеет не погашенных судимостей;
- не имеет истории бытового насилия;
- не имеет медицинских противопоказаний;
- имеет место постоянной прописки или проживания;
- имеет условия для хранения оружия (металлический ящик, сейф);

Лицензию на оружие необходимо продлевать каждые три года. Несоблюдение этого требования приведет к аннулированию лицензии, а оружие либо конфискуют и передадут на хранение в МВД либо обяжут продать.
Для приобретения нарезного длинноствольного огнестрельного оружия (винтовки и карабины) гражданам не требуется стаж владения гладкоствольным оружием.
После выдачи лицензии все оружие должно храниться разряженным и находиться в сейфе.
9 марта 2022 года президент Украины Владимир Зеленский подписал принятый Верховной радой закон, предусматривающий на период военного времени освобождение гражданских лиц от ответственности за убийство российских оккупантов, разрешив использовать в качестве огнестрельного оружия пистолеты, винтовки, ружья, а также охотничье оружие.
Следует отметить, что ввиду отсутствия законов об оружии, юридически в Украине свободный оборот оружия. И хотя ККУ предусматривает наказания за незаконные действия (оборот, ношение и так далее) с оружием, отсутствие закона об оружии дает возможность оспаривать запреты на оружие и действия с ним.  Показательно в этом отношении "дело оружейника Дубровского" - первое дело с решением в пользу владельца оружия. Суд вернул прокурору обвинительный акт, поскольку в акте не был указан закон, нарушенный обвиняемым. Все изъятое оружие было возвращено владельцу, дело развалилось и стало первым в своем роде, за которым последовали новые аналогичные решения судов .

## Владение огнестрельным оружием
По данным базы данных Национальной полиции Украины на 31 июля 2018 года на территории Украины было зарегистрировано 892 854 единицы огнестрельного оружия. По оценкам Обзора стрелкового оружия, в стране насчитывалось 3 569 000 единиц незаконного огнестрельного оружия.
В 2022 году Верховная рада приняла закон о легализации гражданского оружия на Украине. Гражданам Украины разрешено покупать пистолеты и другое огнестрельное оружие для охраны своих жилищ, домов и участков. Законопроект № 5708 «О праве на гражданское огнестрельное оружие» был подан в Верховную раду 25 июня 2021 года, принят за основу 23 февраля 2022 года, рассмотрен во втором чтении в ходе 5-й сессии XI созыва Рады (осенью 2022 года). В законе предполагается «предоставить гражданам право приобретать пистолеты, хранить их дома, использовать для защиты себя, своих близких и собственного имущества в своем помещении, транспортировать оружие в разряженном виде и использовать его в тирах и на стрельбищах, однако без права ношения в мирное время». По результатам опроса, в котором приняли участие 1,7 млн граждан Украины, 59 % высказались за владение и свободное ношение короткоствольного оружия гражданскими лицами в общественных местах; 22 % против того, чтобы гражданские лица владели пистолетами; 19 % за владение, но против свободного ношения.

## Политика
Политические партии «Свобода», «Правый сектор», «Национальный корпус», «Голос» придерживаются позиции, что население должно иметь право свободно хранить и носить оружие для самозащиты (в том числе и короткоствольное нарезное).